# Ádám Mányoki
 (juillet 2025).
Ádám Mányoki (né en 1673 à Szokolya et mort le 6 août 1757 à Dresde) est un peintre portraitiste hongrois de la période baroque. Il travaille initialement en tant que peintre de cour de François II Rákóczi puis travaille à travers l'Europe, en Allemagne (Dresde et Berlin), en France, en Pologne (Varsovie) et aux Pays-Bas.